# Karl-Anthony Towns
Karl-Anthony Towns Jr., född 15 november 1995, är en dominikansk-amerikansk basketspelare som spelar för New York Knicks i National Basketball Association (NBA). Han har tidigare spelat för Minnesota Timberwolves.
Under sin tid på college spelade Towns för University of Kentuckys idrottsförening Kentucky Wildcats. Han snittade 10,3 poäng och 6,7 returer per match under sitt år i Kentucky.
Den 25 juni 2015 valdes Towns som första spelare av Minnesota Timberwolves i NBA:s draft. Den 7 juli 2015 skrev Towns på sitt första kontrakt med Timberwolves. Han startade i samtliga 82 matcher under säsongen samt snittade 18,3 poäng och 10,5 returer per match. Efter säsongen blev han utnämnd till NBA Rookie of the Year och blev även uttagen i NBA All-Rookie Team.